# Mexico op de Olympische Jeugdwinterspelen 2012
Mexico was een van de landen die deelnam aan de Olympische Jeugdwinterspelen 2012 in Innsbruck, Oostenrijk.

## Deelnemers en resultaten

### Skeleton
| Olympiër      | Onderdeel | Resultaat | Prestatie                             |
| ------------- | --------- | --------- | ------------------------------------- |
| Josue Montiel | jongens   | 14e       | 2.04,37 [1.02,85 (14) + 1.02,52 (14)] |